# Alexander Gurwitsch
Alexander Gavrilovich Gurvich (también Gurvitch, Gurvitsch) (en ruso Александр Гаврилович Гурвич) (Poltava, 26 de septiembre de 1874 – Moscú, 27 de julio de 1954) fue un biólogo soviético que desarrolló la teoría de los campos morfogenéticos y descubrió el biofotón. A veces su apellido es erróneamente escrito en español como Gurwitsch ya que en las transliteraciones del ruso al español no existe la letra W.

## Algunas publicaciones
- Über die Zerstörbarkeit und Restitutionsfähigkeit des Protoplasmas in Echinodermeneiern und Amphibieneiern; (1904) Verhältnis der Anatomischen Gesellschaft. 146-15 I
- Über die Zerstörbarkeit und Restitusionsfähigkeit des Protoplasmas des Amphibieneier (1905) Anatomischer Anzeiger 27. 481-497
- Regulationsphänomene im Protoplasma; (1908) Proceedings of the Sanct Petersburgh Naturalist Society 37. 140-189 (ruso)
- Über Determination, Normierung und Zufall in der Ontogenese.’ (1910) W. Roux’ Archiv für Entwicklungsmechanik 30, 133-193
- Die Vererbung els Verwirklichungsvorgang; (1912) Biologisches Zentralblatt 32, 458-486
- Der Vererbungsmechanismus der Form; (1914) W. Roux’ Archiv für Entwicklungsmechanik S9, 516-577
- Über den Begriff des embryonalen Feldes; (1922) W. Roux’ Archiv für Entwicklungsmechanik Sl, 353-415
- Weiterbildung und Verallgemeinerung des Feldbegriffes: (1927) W. Roux’ Archiv für Entwicklungsmechanik II2. 433-454
- Der Begriff der Äquipotentialität in seiner Anwendung auf physiologische Probleme; (1929) Archiv für Entwicklungsmechanik ll6. 20-35
- Die historischen Grundlagen der Biologie; (1930) Fischer Verlag, Jena
- Die mitogenetische Strahlung: (1932) Fischer Verlag, Berlin
- Die mitogenetische Strahlung; (1932) Medigiz Verlag, Moscú (ruso)
- Mitogeneric analysis of the exitation of the nervous svstem; (1937) Ámsterdam
- Schadstrahlung des zentralen Nervensystems; (1937) Arkhiv Biologichcskikh Nauk 45, 53-57 (ruso)
- Die Theorie des biologischen Feldes; (1944) Sowjetskaja Nauka. Moscú (ruso)
- Une theorie du champ biologique cellulaire; (1947) Bibliotheca Biothroretica, ser. D, il, 1-149
- Das Konzept des „Ganzen” im Licht der zellulären Feldtheorie: (1947) tn ..Sammlung von Arbeiten zur Mitogenese und der „Theorie des biologischen Feldes”, l4l-l47. Medizinisches Verlagshaus, Moscú (ruso)
- Analyse der sekundären mirogenerischen Strahlung; (1931) Arkhiv Biologicheskhikh Nauk 3l, 85-87 (ruso)
- Mitogenetische Strahlung; (1934) Verlag des Instituts für experimentelle Medizin, Moskau. MitogenttischeAnalyse der neuralen Erregung; (1935) Verlag des Instituts für experimentelle Medizin, Moscú-Leningrado (ruso)
- Mitogenetische Schadstrahlung; (1937) Bulletin für experimrntelle Biologie und Medizin 4, 459- 460 (ruso)
- Mitogenetische Strahlung; (1937) Verlag des Instituts für experimentelle Medizin, 406-411 (ruso)
- Neue Möglichkeiten der rnitogenetischen Spektralanalyse; (1937) Bulletin für experimentelle Biologie und Medizin 4, 474-477 (ruso)
- Quencher im Blut von Krebspatienten und ihre Bedeutung für die Diagnose; (1938) Archiv der biologischen Wissenschaft 51, 40-44 (ruso)
- Zwanzig Jahre mitogenetische Strahlung; (1943) Fortschritte der modernen Biologie 15, 305-334 (ruso)
- Mitogenetische Spektralanalyse durch selektive Streuungsmethoden, (1945) Acta Physica et Chimica 20, 635-644
- Mitogenetische Strahlung: Physisch-chemische Grundlagen und Anwendungen in Biologie und Medizin: (1945) Medgiz, Mosu (ruso)
- Die mitogenetische Strahlung; (1959) Fischer Verlag. Jena
- Ausgewählte Werke (1977), Herausgegeben von L. V, Beloussow. Anna Gurwitsch und S. Y. Salkind, Meditsina, Sowjetische Akademie der Wissenschaften, Moscú (ruso)
- Einführung in die Lehre der Mitogenese, Verlag der Akademie der medizinischen Wissenschaft, Moscú (ruso)

### Curiosidades Cuánticas
Nuestro ADN se comporta como información cuántica